# سیارک ۱۱۶
سیارک ۱۱۶ (به انگلیسی: 116 Sirona) صد و شانزدهمین سیارک کشف شده‌است که در ۸ سپتامبر ۱۸۷۱ کشف شد.
قدر مطلق سیارک برابر ۷٫۸۲ است.